# Hospitalia mariaeludovicatae
Hospitalia mariaeludovicatae är en fjärilsart som beskrevs av Lucas 1940. Hospitalia mariaeludovicatae ingår i släktet Hospitalia och familjen mätare. Inga underarter finns listade i Catalogue of Life.